# ブラックヒルズ戦争
ブラックヒルズ戦争（ブラックヒルズせんそう、英:Black Hills War、または1876年から1877年のグレート・スーの戦争、英:Great Sioux War of 1876-77）は、1876年から1877年に掛けて、スー族の領土にあるブラックヒルズの金鉱を占領するため、合衆国が和平条約を破ってスー族、シャイアン族、アラパホー族インディアンに行った「インディアン戦争」（民族浄化）。
「リトルビッグホーンの戦い」で、インディアンたちがカスター中佐と第7騎兵隊を全滅させたことで知られる。

## 概要
拡大する一方のアメリカ合衆国の植民地は、19世紀初頭にミズーリ川を越え、西部に植民地領土（フロンティア）を拡げつつあったが、その障害となったのが原住民インディアンたちの存在だった。トーマス・ジェファーソンに始まる米国大統領たちは、インディアンを絶滅させ、その領土を合衆国のものとするため、「インディアンに合衆国が指定保留した保留地に条約を基に強制移住させ、その領土を割譲させる」という保留地政策を推し進めた。
合衆国は9部族から1万人を集めた1851年のララミー砦条約で、インディアンの保留地を設定した。保留地には米軍の駐屯所である砦が置かれ、インディアン管理官の管理のもと、領土と引き換えにした年金（食糧）が保留地のインディアンたちに配給される手筈だった。しかし、その民族浄化政策はインディアンたちの反発を生んだ。その中でも最大の抵抗勢力は一大騎馬略奪部族であるスー族だった。
レッドクラウド戦争の後で合衆国はスー族と1868年のララミー砦条約を結び直し、スー族や周辺の平原インディアンの聖山であるブラックヒルズを含む、今日のサウスダコタ州のほぼ全域を「白人の侵犯の許されない、スー族の不可侵の領土」（偉大なるスーの国）と確約した。
この条約は締結後数年で合衆国自らによって破られた。ブラックヒルズには、白人たちが喉から手が出るほど欲しがっている金を始め、地下資源が豊富だったからである。米軍のジョン・E・スミス大佐はブラックヒルズについて、「（スー族の保留地の中で）唯一価値ある場所」と述べ、「まさにそこからスー族の絶滅が始まるに違いない」と結論づけた。
1874年、連邦政府はブラックヒルズを調査するために不可侵条約を侵し、カスター遠征隊を派遣し、スー族の反発を呼んだ。カスターは「ブラックヒルズにはブーツで蹴り飛ばせるほど金塊がごろごろしている」と大げさに発表し、この金脈発見の報せは合衆国中を駆けめぐった。貴金属資源の存在は翌年のニュートン・ジェニー地質調査隊によって確認された。1873年の経済恐慌によって食い詰めた白人たちは、金を狙ってララミー砦条約を侵犯してブラックヒルズ内に殺到した。当初米軍は金の採掘者たちを締め出そうとした。1874年12月には、アイオワ州スーシティからやってきたジョン・ゴードンに率いられた探鉱者たちは、米軍の警戒を擦り抜け、ブラックヒルズに達して、3ヶ月後にやっと追い出された。しかしこのような排除策は、ユリシーズ・グラント政権に対し、スー族から早くブラックヒルズを奪い取るようにとの政治的な圧力を高めるだけだった。
1875年夏、スー族の酋長達がワシントンD.C.に招かれ、グラント大統領はブラックヒルズを合衆国に譲るよう説得した。この交渉は失敗した。その年の秋、インディアン管理所のそれぞれに和平委員が派遣され、スー族との和平協議会を開いてスー族の「指導者達」に新しい条約に調印させるよう圧力を掛けることとなった。この時もブラックヒルズを手に入れようとする合衆国の試みは失敗した。聖山ブラックヒルズに白人の手が伸びようとする危機感の中で、スー族最大のバッファロー狩猟場を分断するノーザン・パシフィック鉄道が建設され、スー族の不満は高まる一方だった。
合衆国はどうあってもブラックヒルズの金鉱が欲しかった。しかし同山の所有権は合衆国自身がスー族に対して条約で保証してしまっていた。合衆国は「和平委員会」を組織し、ブラックヒルズを合衆国に明け渡す新しい条約に署名（×印を書き込む）するよう、スー族の「指導者」達に要求した。だがスー族は白人の命令に従わなかった。合衆国は金鉱を手に入れるため、合衆国に従わないスー族ら「野蛮」な「悪いインディアン」を軍事力によって絶滅させることとした。

## 白人の誤解
合衆国の白人たちは、インディアンの文化について、根本的に勘違いをしていた。白人たちはインディアンの酋長を、「部族を率いる指導者」だと思い込んでいたのである。しかし、完全合議制民主主義社会であるインディアンの社会では、独任制の「首長」や「部族長」は存在しない。「部族の指導者」だと白人が考えている「酋長」は、実際は「調停者」であって、「指導者」ではない。インディアンの戦士は、おのおの個人の判断で行動するものであって、誰かに指図されるような存在ではない。白人が考えるような「軍事指導者」や「戦争酋長（War Chief）」は、実際にはインディアン社会には存在しない。インディアンの戦士団は集団であって、命令系統のもとで動くような「軍隊」、「隊」ではない。
しかし、「酋長」を「指導者」と思い込んでいる白人たちは、それまでのインディアンとの条約交渉でもそうであったように、スー族に対しても、「部族長」、「大指導者」と盟約を結ぼうとした。彼らが調停書に署名（×印を書き込むだけである）すれば、スー族はこれに従うだろうと考えたからである。しかし、スー族を始め、インディアンの社会にこのような「絶対権力者」は過去にも現在にも存在しない。
「気前の良さ」を美徳とし、すべてを共有するのがインディアンの文化である。「調停者である酋長が紙に×印を書いたから、領土を明け渡せ」と言われて納得するインディアンはいなかった。和平委員会は、「言うことを聞かなければ我々の戦争酋長（War Chief）がお前たちを殺しに軍隊をよこす」と警告したが、これもスー族には理解不可能だった。「戦争酋長」というものはインディアンの社会には存在しないからである。スー族は、盟約を破り次から次へと要求を変える白人に、「白人には一体何人酋長（調停者）がいるのか」と、不信を募らせる一方だった。
インディアンの文化を理解していない白人のこうした思い込みによる力づくの和平は、インディアン戦士の怒りと不満を買うばかりだった。

## 合衆国の最後通告

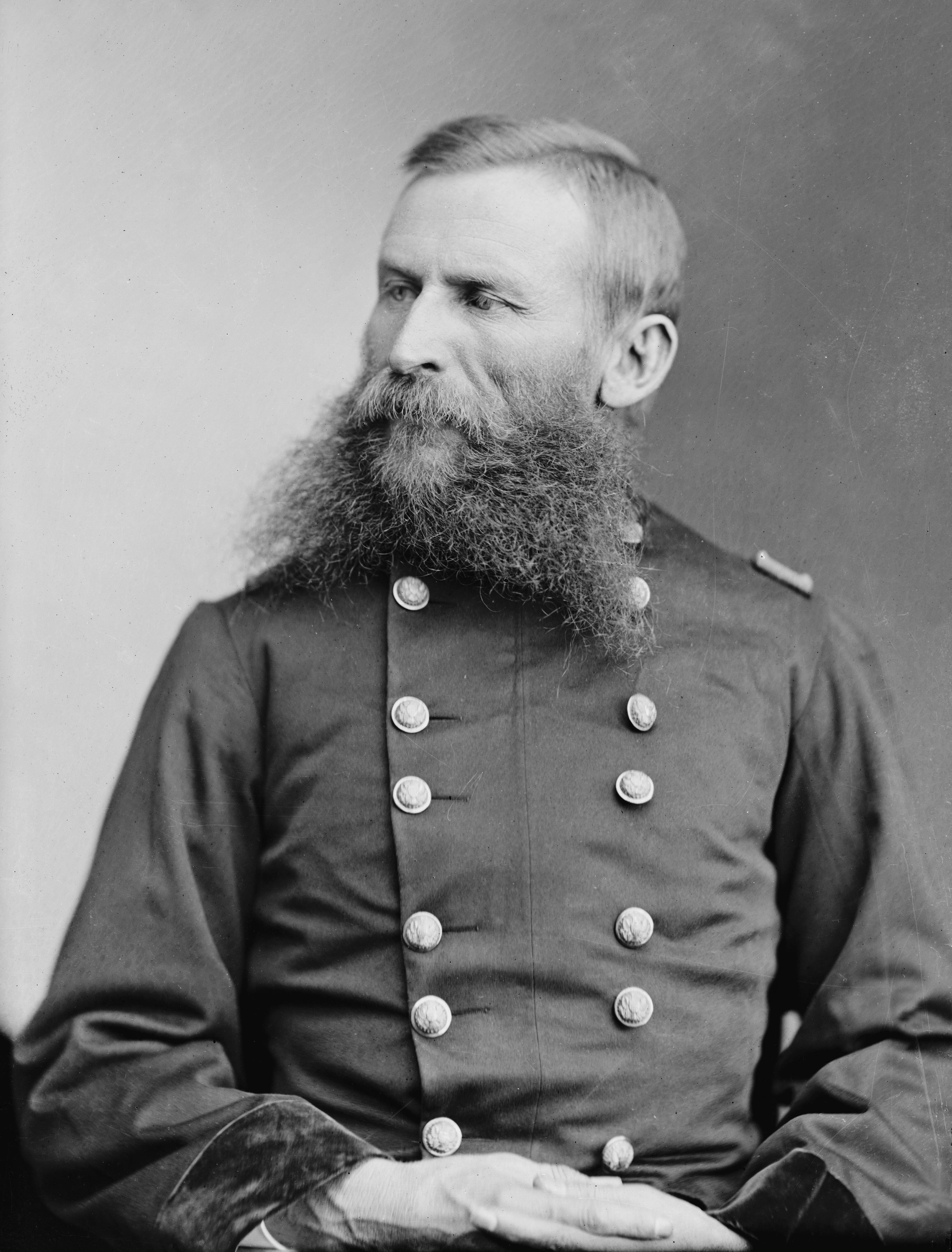
ジョージ・クルック

グラント政権は外交手段ではブラックヒルズが手に入らないと悟ると、白人たちは別の手を考えざるを得なかった。
1875年11月初旬、ミズーリ方面軍指揮官フィリップ・シェリダン少将とプラット方面軍指揮官ジョージ・クルック准将がワシントンD.C.に呼ばれ、グラントや数人の閣僚と会見してブラックヒルズ問題を検討した。彼等は陸軍がスー族の保留地から白人の金採掘者を追い出すのを止めるべきであり、ブラックヒルズをゴールドラッシュの渦中に置くべきとする合意に至った。
さらに、インディアン管理所に出頭しないスー族やシャイアン族の中の、まだ条約を結んでいない部族に対して軍事行動に出ることも検討した。インディアン調査官のアーウィン・C・ワトキンスもこの選択肢を支持する報告書を提出した。「私の判断の真の政策は」とワトキンスは書き、「できるだけ早く、冬季であっても軍隊を派遣して、彼等を叩いて従わせることだ」とした。
1875年12月、インディアン問題委員会は、ミズーリ以西にある指定保留地のスー族「代表者」に対する、次のような最後通告を行った。
「拝啓、内務省長官の下命により、指定保留地外のダコタおよび東モンタナを徘徊するシッティング・ブルら、狂暴かつ無法なスー族インディアンに対し、以下の趣旨を伝えられるよう、ここに要請する。すなわち、来る一月末までに指定保留地に戻り、該当地に留まらない場合、当該のインディアンたちは我々に敵意あるものとみなし、軍事力によって、相応の報いを受けるものとする。」
この地域のインディアン代理人達はスー族を敵に回すことを非常に恐れていた。彼らはまだ条約を結んでいない部族に伝令を送って、1876年1月31日までに保留地の砦に来るよう要求し、さもなくば軍隊を送って攻撃すると脅すよう指示された。スタンディングロック保留地管理所のインディアン管理官は、この伝達を行ったが、雪深い真冬のこの時期に、このような馬鹿げた要求に従うインディアンなど一人もいなかった。そもそもインディアンに「部族の代表」などいないのである。
シェリダン将軍はこのような考えそのものが単に時間の浪費だと考えていた。シェリダンはこう述べた。
「インディアンに対するこの呼び出しはおそらく暖簾に腕押しというものだ。しかも、インディアンは面白い冗談と受け取るだろう」
条約未締結の部族は会議のティーピーで合議を行った。オグララ・スー族のソアバック・バンドの戦士ショートブルは後に、多くのバンドがタング川に集まっていたことを回想し、晩年にこう語っている。
「およそ100名の男たちがパハサパ（ブラックヒルズ）の問題は片付いたという風で砦の管理事務所から出て行った。反対者はバッファロー狩りに出なければないから、春になったら代理人のところに来るということで合意した。」
1月31日に期限が過ぎると、新しいインディアン問題委員会理事のジョン・Q・スミスが、「シッティング・ブルの服従のなんらの報せも受け取っていないまま、陸軍長官閣下の彼に対する軍事行動を直ぐに始めるべきではないという理由がわからない。」と記した。その上官の内務長官ザカライア・チャンドラーはこれに同意して、「貴殿の要求はもっともである。当該インディアンを陸軍省の名において征伐すべきだ」と付け加えた。1876年2月8日、シェリダン将軍はクルックとテリー各将軍に電報を打ち、「敵対者」に対する冬季作戦を開始するよう命令した。
白人たちはシッティング・ブルを、スー族を率いる「大指導者」の一人だと考えていたから、彼の服従がまずスー族征服の第一条件だと考え、このようなやり取りを行っているのである。しかし、上述したようにインディアンの社会に「大指導者」や「代表者」など存在しない。白人は架空の存在に対して怒りを燃やしているのである。白人の勝手な思い込みによって、「ブラックヒルズ戦争」という民族浄化が始まった。

## 米軍による襲撃
「スー族の代表者」（そんなものは存在しない）が合衆国の最後通牒を無視したため、米軍はスー族の絶滅作戦を開始した。スー族ら平原のインディアン部族は、バッファローの群れを追って、大平原を始終移動しており、大部隊を率いて敵対部族を特定追跡するのは米軍にとって大変な手間だった。
テリー将軍が留まっている間に、クルック将軍はジョセフ・J・レイノルズ大佐に6個騎兵中隊を与えて遠征派遣し、約65のティーピーから成るスー族の集落を突き止めて、3月17日の朝に攻撃した。これが白人が「ブラックヒルズ戦争」と呼んでいるインディアン絶滅作戦の始まりとなった。レイノルズの部隊は集落を占領して焼き払ったが、直ぐにスー族の反撃に遭って撤退した。兵士数人が戦場に残されたため、レイノルズ大佐はのちに軍法会議に掛けられた。このとき押収したポニーの群れは、翌日にインディアン達によって奪還された。当時陸軍はクレイジー・ホースを攻撃したと思っていたが、後の情報で、シャイアン族とオグララ・スー族の集落であることが分かった。
1876年晩春、米軍は再びインディアンに攻撃をかけた。エイブラハム・リンカーン砦からテリー将軍自らが指揮する15個中隊、すなわちカスターと第7騎兵隊の12個中隊全てを含む約570名のダコタ部隊が進軍した。ギボン大佐が指揮するモンタナ部隊はエリス砦を進発した。最終的にクルック将軍が指揮する第3の部隊がフェッターマン砦を出て北に向かった。これら3部隊の「夏の遠征」の意図は、スー族の狩猟場を包囲して、スー族を挟み撃ちにすることだった。

### ローズバッドの戦い
6月17日、クルック将軍の部隊が北方のスー族を見つけ、「ローズバッドの戦い」と呼ばれる襲撃を行った。クルックは勝利を宣言したが、歴史家の大半はインディアンがクルック部隊の前進を止めたと注釈した。クルック将軍の部隊は援軍を待って数週間宿営地に留まり、米軍の作戦からすると重要な時期に戦列から外れた状態となった。

### リトルビッグホーンの戦い
カスターと第7騎兵隊はダコタ部隊から離れて、ローズバッドとビッグホーン川渓谷を偵察するよう命令された。6月25日、この部隊はリトルビッグホーン川西岸でスー族、シャイアン族、アラパホー族の大集落を奇襲し、これに失敗して全滅した。

### スリムビュットの戦い
クルック将軍は第5騎兵隊の補強を受け、再度インディアン攻撃に向かった。テリー将軍の部隊と短期間合流し、間もなく単独行動に出たが、スー族の大きな野営は発見出来なかった。やがて物資欠乏のため南に転じ、有名な「飢餓行進」を行った後にようやく鉱山入植地に着いて食料を得た。9月9日、この部隊の前進部隊がスリムビュットでインディアンの小さな野営を攻撃してインディアンを虐殺した。

### 米軍の立て直し
リトルビッグホーンでカスター隊が全滅した後、ウィリアム・シャーマン将軍は「女だろうと子供だろうと、野蛮なスー族は一人残らず皆殺しにしろ」と全軍に命令し、これを受けた米軍は戦術の立て直しを行った。各砦のインディアン管理所の駐屯部隊を増員し、その秋には大半を米軍の配下に置いた。砦のそばにいる、白人に友好的なインディアンのバンドからは、交戦派のバンドに渡らないよう馬や武器が押収された。1876年10月、米軍はレッド・クラウドやレッド・リーフのいる野営地を包囲し、「指導者（と白人が思っている者）達」は逮捕されて短期間拘留された。白人は、インディアンの「指導者」達に、交戦派のインディアンたちを、彼らの野営地に迎え入れたり匿ったりしないよう命令した。
上述したように、インディアンには「指導者」などいないのだが、白人たちはあくまでも「指導者」だと思い込んでいるインディアン個人にこうした要求を行っている。もちろんレッド・クラウドやレッド・リーフは、白人が勝手に「指導者」だと思い込んでいるだけで、そのようなものはインディアン社会には存在しない。
なにはともあれ、のちに和平委員が各管理所に送られて、スー族に「ブラックヒルズを譲渡する」という内容の新しい条約が調印された際には、レッド･クラウドやスポッテッド・テイルら、スー族から「裏切り者」、「白人の回し者」呼ばわりされている部族員が署名した。この署名とは、文字を持たないインディアンに「×印を書かせる」というものである。彼らはスー族の長老会議に属していないし、何の代表権もないが、白人側は署名を得たのでこの条約は成立したものと白人の理屈で考えたのである。
「リトルビッグホーンの戦い」の後の部隊増派の一環としてラナルド・S・マッケンジー大佐とその第4騎兵隊がプラット方面軍に転属となった。この部隊は当初ロビンソン基地に駐屯し、北部方面のインディアン集落探索隊の中核となった。11月25日、この部隊はワイオミング準州でシャイアン族の大集落を襲って「ダルナイフの戦い」と呼ばれる虐殺を行い、合衆国はこの後、シャイアン族をインディアン準州（オクラホマ）の保留地へと強制連行した。これをきっかけに、シャイアン族は北部と南部の二部族に引き裂かれることとなってしまった。

### マイルズ大佐の作戦

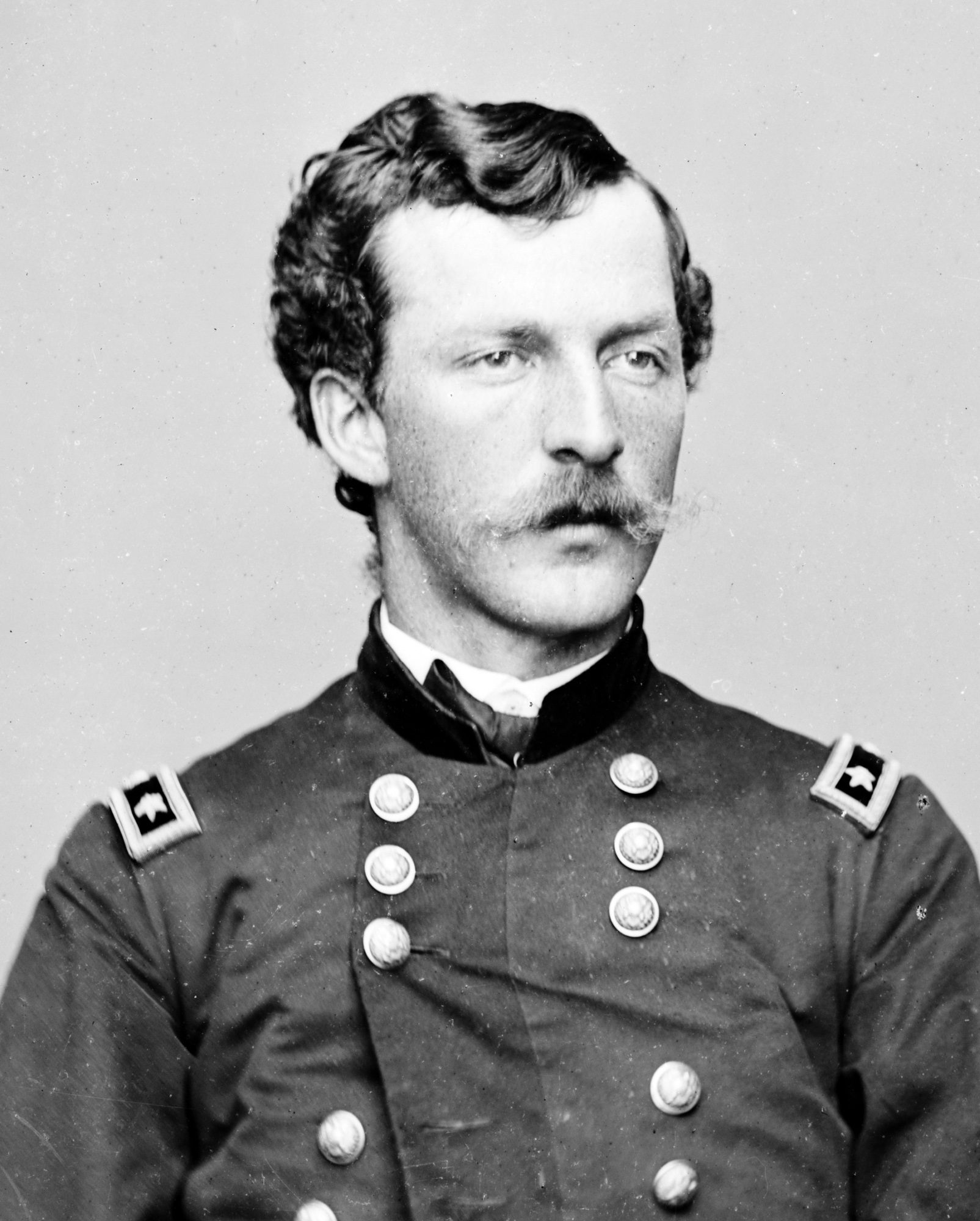
ネルソン・マイルズ

米軍はスー族領土の中心地深くに軍隊を駐屯させる計画を立てた。1876年の秋に、ネルソン・マイルズ大佐とその第5騎兵隊はタング川沿いに野営地を設立し（後にキーオ砦と名付けられた）、そこから1876年から1877年の冬の間に見付けた「敵対的インディアン」の絶滅作戦を展開した。1877年1月、「ウルフマウンテンの戦い」では、クレイジー・ホースらが米軍と戦った。それに続く数ヶ月間、マイルズの部隊はクリア・クリーク、スプリング・クリークおよびアッシュ・クリークでスー族を襲った。5月、「マッディ・クリークの戦い」でレイムディアたちのバンドとの小競り合いの最中にマイルズはあやうく戦死しかけた。マイルズはなおも絶滅作戦に取り組み、シャイアン族やスー族の数多くのバンドを降伏させるか、あるいはカナダへと追い出した。

## 合衆国の和平交渉
米軍が、「軍事指導者」達が出頭を拒んだスー族やシャイアン族に対する春の作戦行動を立てている間に、合衆国ではインディアンに抵抗を止めさせるために、多くの外交案を進めていた。
白人たちは「戦争には司令官がつきものだ」という思い込みから、インディアンたちの存在しない「軍事指導者」を探し出し、彼らと和平協定を結ぼうと躍起になっているのである。

### ジョージ・ソード使節
冬の時期に、北部のインディアンに降伏を検討中の部族があるという噂があり、ロビンソン基地の指揮官は和平交渉団を派遣することにした。1877年1月16日、レッドクラウド管理所から、オグララ・スー族とシャイアン族の若者たち約30名が危険な北への旅に出た。このインディアン和平交渉団ので最も知られたメンバーに、有名な戦士ブレイブ・ベアの息子で、後にジョージ・ソードと呼ばれた「エネミー・ベイト」というオグララ・スー族の若者がいた。交渉団はパウダー川沿いでクレイジー・ホースを見付けたが、クレイジー・ホースに降伏の構えは無かった。しかし、他のオグララ族の野営では、進んで伝言を聴く用意があり、真剣に投降を検討していた。2月遅く、交渉団の一部はシャイアン族の野営を探してそのいくつかに和平の伝言をした。

### スポッテッド・テイル使節
交戦派のスー族から、レッド･クラウドとともに「白人の回し者」と呼ばれていたブルーレ・スー族のスポッテッド・テイルも、「敵対的インディアン」と会見するために、和平交渉団に参加した。2月12日に、約200名の交渉団がスポッテッド・テイル管理所を出発し、ブラックヒルズの東縁に沿って北に向かった。この交渉団は間もなく小ミズーリ川沿いのショート・パインヒルズ近くで、タッチ・ザ・クラウドの属するミネコンジュー・スー族の大集落を見付けた。タッチ・ザ・クラウドたちは数日の協議後に、スポッテッド・テイル管理所に出向いて降伏することに合意した。タッチ・ザ・クラウドはこのあと保留地の「インディアン警官」となり、親友だったクレイジー･ホースの殺害に加わることとなる。
スポッテッド・テイルの交渉団はリトルパウダー川沿いに進み続け、ミネコンジュー族、イタジプチョ族、オグララ族および幾つかのシャイアン族と出逢った。その中にはローマンノーズ、ブラックシールド、レイムディア、およびファーストブルのような有名な戦士がいた。これらのバンドの大半も、スポッテッド・テイル管理所に出向いて降伏することに合意した。クレイジー・ホースは野営地にいなかったが、その父ワグルラは、クレイジー・ホースに降伏の用意がある証しとして、交渉団の1人に馬を1頭渡した。

### ジョニー・ブルーギア使節
マイルズ大佐も、タング川野営地から和平交渉団を派遣した。斥候のジョニー・ブルーギアが以前に捕まえたシャイアン族の女性2人と共にリトルビッグホーン川沿いでシャイアン族の集落を見付けることができ、数日間協議を行った。ブルーギアの努力により、シャイアン族の大きなバンドがタング川野営地で降伏することになった。

### レッドクラウド使節
4月13日、有名なオグララ族のレッド・クラウドを始め、各バンドから参加した約70名による二度目の交渉団が、レッドクラウド管理所から出発した。この交渉団は管理所に降伏のために向かっていたクレイジー・ホースたち一団と出逢い、彼等と保留地に戻った。

## 降伏

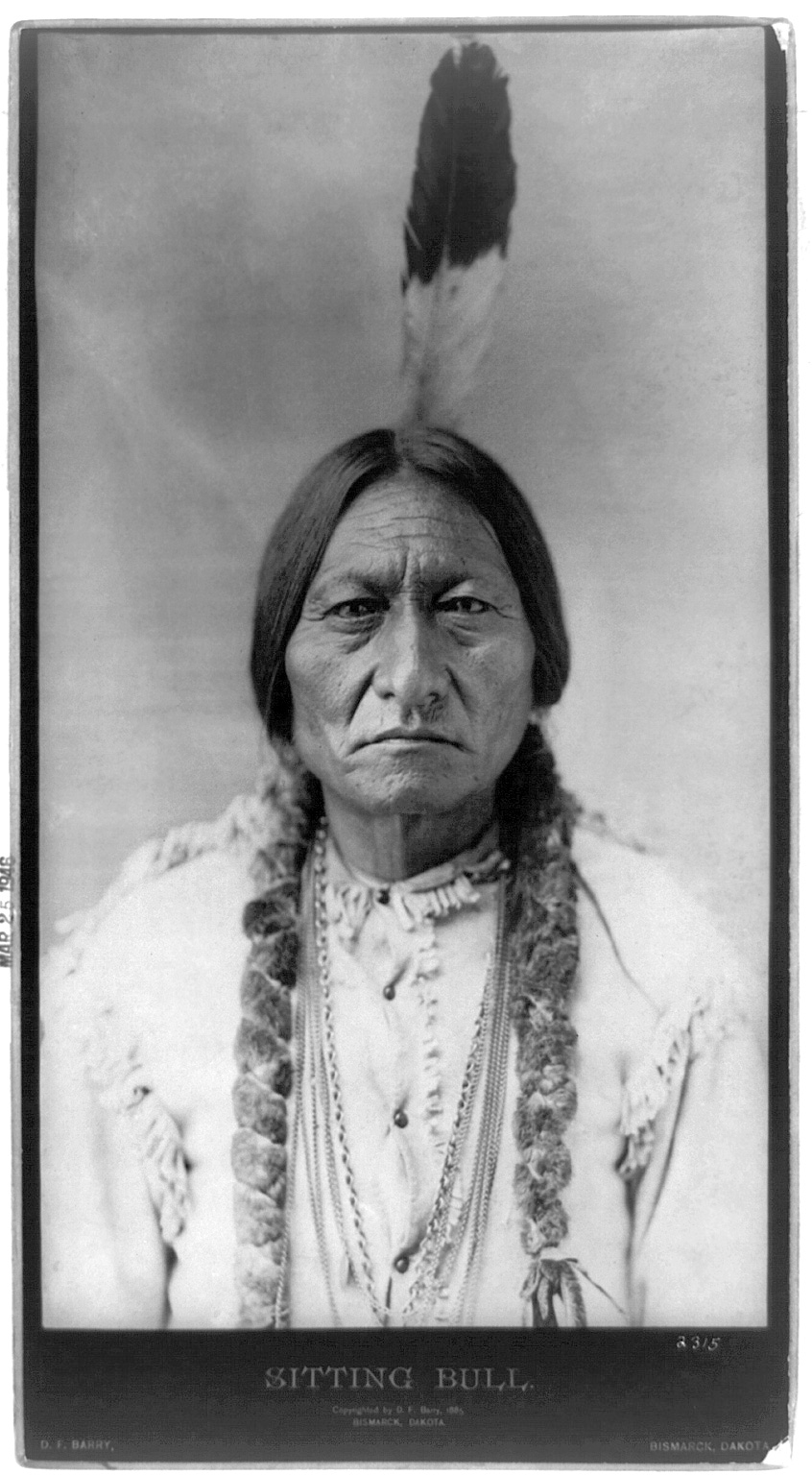
シッティング・ブルは白人によって根拠もなく、反抗勢力の首謀者扱いされた

米軍の無差別虐殺と強引な和平交渉によって、1877年の早春には、かなりの数の平原インディアンが降伏を始めた。4月21日には、ダル・ナイフやスタンディング・エルクといった有名な酋長が属するシャイアン族の大集団がレッドクラウド管理所で降伏した。彼等は翌月、インディアン準州に船で連行された。タッチ・ザ・クラウドとローマン・ノーズはスポッテッド・テイル管理所に到着した。クレイジー・ホースは5月5日にレッドクラウド管理所に投降した。保留地に入場してくるクレイジー･ホース達を、スー族同胞は歓声で出迎えた。

## クレイジー・ホースの死
有名なオグララ・スー族戦士のクレイジー・ホースは、レッドクラウド管理所での規定よりも遠く離れた場所にティーピーを張り、数ヶ月を過ごした。米軍はクレイジー・ホースが逃げ出すことを恐れ、9月4日に野営を取り囲んで彼を逮捕したが、クレイジー・ホースはうまく抜け出してスポッテッド・テイル管理所に逃げた。翌日、クレイジー・ホースとその仲間たちはロビンソン基地に戻された。クレイジー・ホースは司令官との会談を持ちかけられたが、連れて行かれた先は営倉だった。クレイジーホースは抵抗したが、白人の歩哨によって銃剣で刺殺された。

## カナダへの逃亡
スー族の多くがミズーリ川沿いやネブラスカ州北西部の各インディアン管理所に投降する中、ハンクパパ族のシッティング・ブルと仲間たちはカナダ側に逃亡した。テリー将軍が彼らと交渉したが、拒まれた。バッファローが狩れない冬になり、カナダの他部族と揉め事が始まるまで、彼等は故郷には戻らなかった。スー族の大半は1880年から1881年に掛けてキーオ砦とビュフォード砦で降伏し、1881年夏に蒸気船でスタンディングロック管理所に送られた。

## 結果
合衆国は「ブラックヒルズ戦争」という侵略戦争によって民族浄化に成功し、ブラックヒルズという金山を、条約を破り、力づくで結び直してついに手に入れた。以後、スー族は保留地という収容所に押し込められ、合衆国が保証したスー族の不可侵の領土は、切れ切れに引き裂かれていった。